# Oliver Seefeldt
Oliver Seefeldt (* 25. Februar 1970 in Ost-Berlin) ist ein ehemaliger deutscher Profitänzer und Tanztrainer.

## Leben
Mit fünf Jahren begann seine musikalische Früherziehung und mit acht Jahren startete seine Tanzkarriere. Das erste Turnier tanzte er mit zehn Jahren und schon als Jugendlicher wurde er DDR-Vizemeister. Er absolvierte eine Ausbildung zum Koch.
1985 bis 2002 sammelte er als Amateurtänzer Erfolge, seit 1989 in der S-Klasse Latein, und wechselte 2002 zu den Profitänzern. Seit dem Jahr 2000 tanzte er mit Anna Karina Mosmann. Am 17. August 2005 gaben beide während der German Open Championships in Stuttgart das Ende ihrer Profikarriere bekannt.
Oliver Seefeldt war bis 2016 als Trainer im Kinder-, Nachwuchs- und Leistungssportbereich tätig. Darüber hinaus trainierte er von 2006 bis 2016 die Lateinformation des TSZ Aachen. Er unterrichtete in Berlin, Cottbus, Rostock, Hamburg und  Aachen. Nach dem Ende der Formationssaison im Frühjahr 2016 zog er sich aus dem Tanzsportgeschehen zurück.
Oliver Seefeldt trat 2006 und 2007 bei der Tanzshow Let’s Dance auf, einem Tanzwettbewerb, in dem Prominente an der Seite von professionellen Tanzpartnern gegeneinander antreten. Mit Wolke Hegenbarth schaffte es Oliver Seefeldt in der ersten Staffel ins Finale und auf Platz zwei. Der gleiche Erfolg gelang ihm auch in der zweiten Staffel mit Katja Ebstein. 2007 nahm Oliver Seefeld erneut als Tanzpartner von Wolke Hegenbarth am Eurovision Dance Contest im BBC Television Centre in London teil. Wolke Hegenbarth sollte ursprünglich mit Allan Frank antreten, der jedoch aufgrund seiner Ausbildung zum Langstreckenpiloten zu wenig Zeit für das notwendige Tanztraining hatte.
Oliver Seefeldt betrieb zunächst zusammen mit seiner Schwester Debbie Seefeldt eine Tanzschule in Berlin. Nunmehr ist Anna Karina Mosmann insoweit seine Geschäftspartnerin.
Oliver Seefeldt bei Let’s Dance
| Staffel (Jahr) | Partner          | Platzierung |
| -------------- | ---------------- | ----------- |
| 1 (2006)       | Wolke Hegenbarth | 2.          |
| 2 (2007)       | Katja Ebstein    | 2.          |

## Erfolge mit Anna Karina Mosmann (Auswahl)
2002
- 1. Platz GOC Professionals Rising Stars Latein
- 1. Platz Deutsche Meisterschaft Kür Latein
- 2. Platz GOC Professionals Kür Latein
- 3. Platz Weltmeisterschaft Kür Latein
- 3. Platz Deutsche Meisterschaft Latein der Professionals

2003
- 1. Platz Deutsche Meisterschaft Kür Latein

2004
- 1. Platz Deutsche Meisterschaft Kür Latein
- 2. Platz Deutsche Meisterschaft Latein der Professionals

2005
- 2. Platz Europameisterschaft Kür Latein
- 2. Platz Deutsche Meisterschaft Latein der Professionals
- 2. Platz German Masters
- 3. Platz Weltmeisterschaft Kür Latein